# Tranderup Sogn
Tranderup Sogn ist eine dänische Kirchspielgemeinde (dän.: Sogn) auf der Insel Ærø. Bis 1970 gehörte sie zur Harde Ærø Herred im damaligen Svendborg Amt, danach zur Ærøskøbing Kommune im damaligen Fyns Amt. Im Vorfeld der Kommunalreform zum 1. Januar 2007 wurde das Kirchspiel bereits 2006 der Ærø Kommune zugeordnet, die seit 2007 zur Region Syddanmark gehört.
Nachbargemeinden sind im Nordwesten Bregninge (dt.: Breining) und im Südosten Rise (Riese).
Die Gemeinde hatte am 1. Januar 2025 373 Einwohner, davon wohnten 217 in der Ortschaft Vindeballe (dt.: Windeballe).